# Bai Bureh

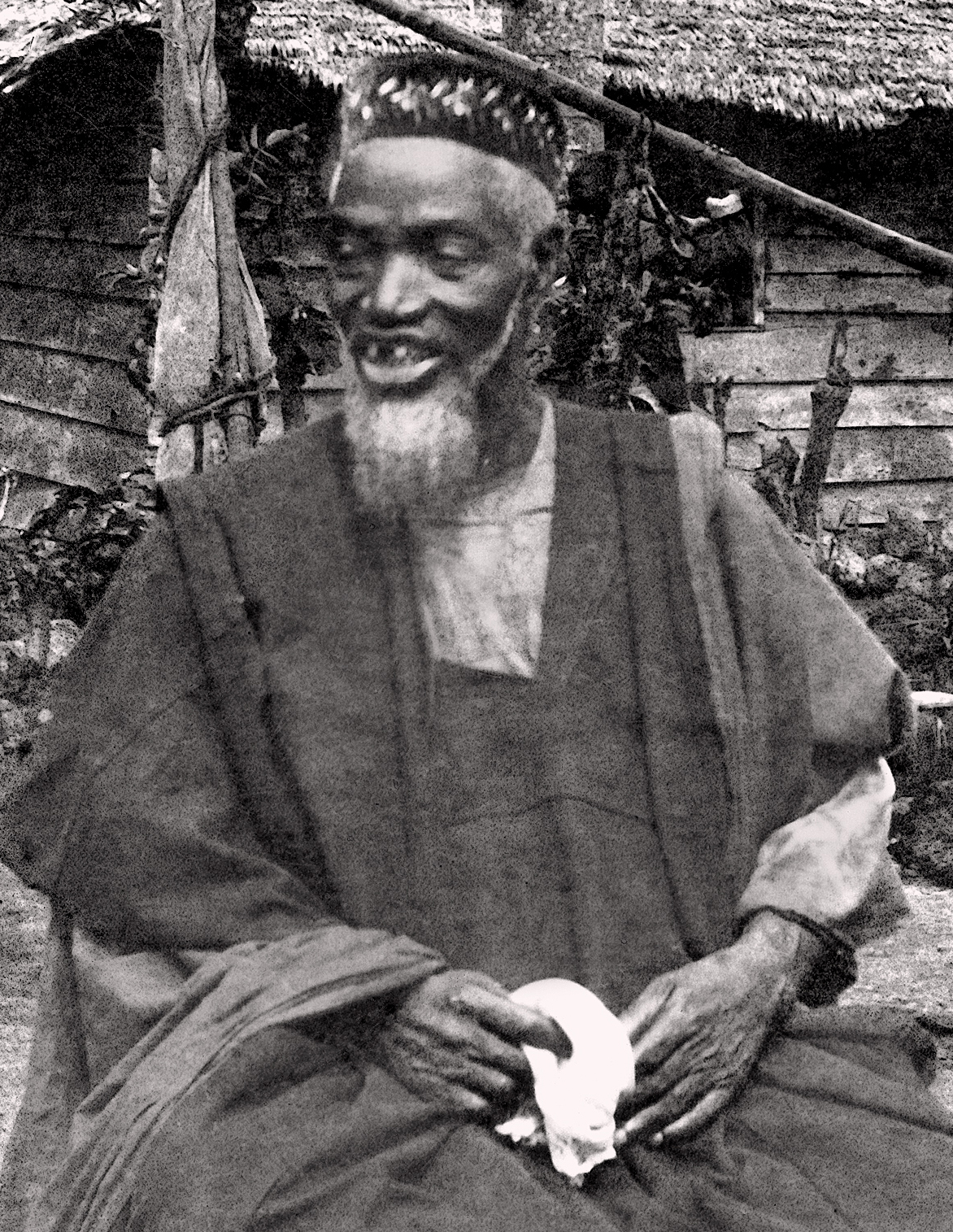
Einziges bekanntes Foto (Ausschnitt) von Bai Bureh (1898)

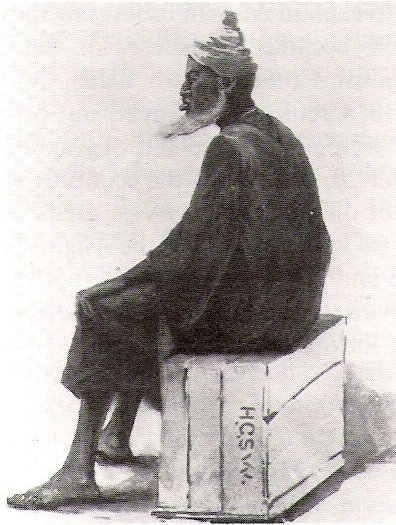
Zeichnung von Bai Bureh (1898)

Bai Bureh (* 15. Februar 1840 in Kasseh, Distrikt Port Loko; † 24. August 1908 ebenda) war ein afrikanischer Herrscher des Königreich Koya, Kriegsherr und militärischer Anführer der Völker Temne und Loko. 1898 wurde er während des sogenannten Mende-Temne-Krieges bekannt, der sich gegen die Einführung einer Hut Tax durch die britische Kolonialregierung richtete.

## Leben
Bai Bureh wurde als Jugendlicher im Dorf Gbendembu im Norden Sierra Leones zum Krieger ausgebildet und zeigte dort bereits seine Qualitäten als Krieger und erhielt den Ehrennamen Kebalai (deutsch: Jemand der nie des Kriegführens müde wird). Nach der Rückkehr in sein Heimatdorf wurde er dort als Herrscher eingesetzt. In den folgenden 20 Jahren wurde er durch seine kriegerischen Erfolge im gesamten Norden des Landes bekannt, mit denen er unter anderem einen reinen Islam und bewährte afrikanische Traditionen durchsetzen wollte. 1882 wehrte er einen Einfall von Kriegern des Volkes der Susu aus dem Gebiet des heutigen Guinea in das Gebiet der Kambia im Norden des heutigen Sierra Leone ab. Er stellte bei den Kambia die alte Ordnung wieder her und gab ihnen ihr Land zurück. Aufgrund seiner politischen und militärischen Erfolge wurde er 1886 zum Chief des gesamten nördlichen heutigen Sierra Leone gekrönt.

## Konflikte mit der Kolonialmacht
Nach den Vereinbarungen der Westafrika-Konferenz von 1884 bis 1885 dehnte die britische Kolonialmacht in den 1890er Jahren ihren Einfluss in Sierra Leone weiter aus und führte 1898 eine Steuer ein, die sich auf die Anzahl der Räume der Eingeborenenhäuser bezog. Diese Steuer sollte zur Deckung der Verwaltungskosten und zum Bau von Straßen und Brücken verwendet werden. Bai Bureh lehnte für seinen Einflussbereich die Erhebung der Hut Tax ab. Mit seinen Kriegern, die sich aus den Völkern der Temne, Loko, Limba, Kissi und Kuranko rekrutierten, konnte Bai Bureh im Februar 1898 die Verbindungswege zwischen den einzelnen Stützpunkten der Briten im Norden Sierra Leones außerhalb der Hauptstadt Freetown unterbrechen. Die Kolonialregierung verursachte große Schäden für die Aufständischen durch den Einsatz der Methoden der Verbrannten Erde. Der Aufstand dauerte bis in den November des gleichen Jahres und brach nach Bai Burehs Festsetzung durch Einheiten des West African Regiment in Port Loko sehr bald zusammen.
Bai Bureh wurde in die britische Kolonie Goldküste, heute ein Teil von Ghana, verbannt. 1905 kehrte er in seine Heimat zurück und verbrachte dort die Jahre bis zu seinem Tode 1908 als Chief von Kasseh. Sein Grab, das seit 2016 ein Nationaldenkmal ist, befindet sich im Distrikt Port Loko.

## Ehrungen

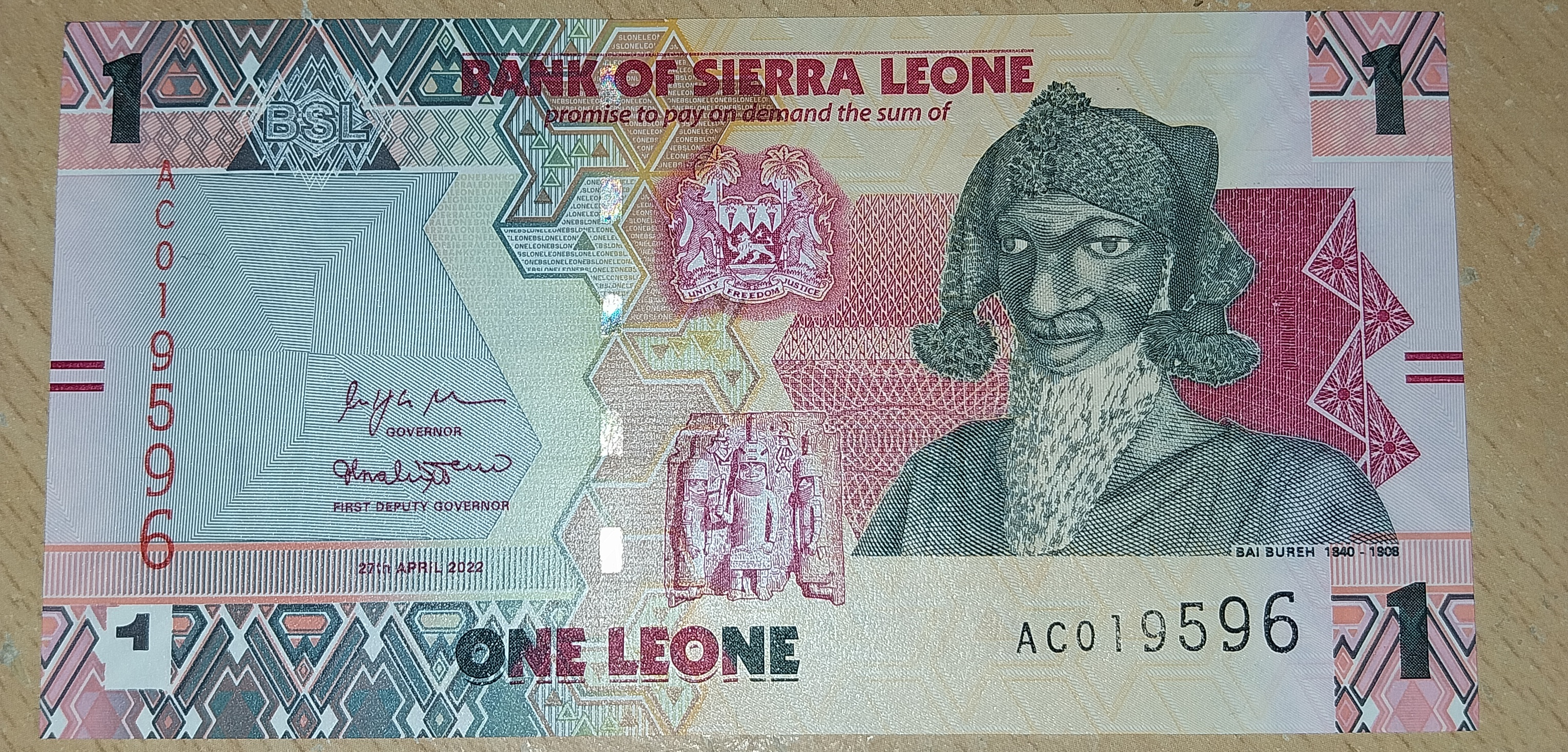
1-Leone-Baknote (2022)

Nach Bai Bureh ist eine Fähre benannt und sein Abbild ist auf der 1-Leone-Banknote (seit 2022) bzw. 1000-Leones-Banknote (vor 2022) zu finden.